# Truckin’ on New Tracks
Truckin’ on New Tracks ist das vierte Album  der  deutschen Country-Band Truck Stop und wurde 1976 über Telefunken veröffentlicht. Es ist zugleich das letzte Album mit ausschließlich englischen Liedern.

## Hintergrund
Das Album wurde 1976 im Studio Maschen (Landkreis Harburg) von Joe Menke (unter anderem Les Humphries Singers) produziert. Toningenieur war Volker Heintzen. Es ist das zweite und zugleich letzte Album auf dem Michael Reinecke als festes Bandmitglied geführt wurde. Als Gast am Klavier ist Werner Becker auf dem Album zu hören.
Wie die Vorgänger besteht das Album ausschließlich aus englischsprachigen Songs, diesmal allerdings überwiegend Eigenkompositionen. Die einzigen Coversongs sind Is Anybody Goin’ to San Antone von Dave Kirby, das Traditional Roll in My Sweet Baby’s Arms und I Take a Lot of Pride in What I Am von Merle Haggard.
Als Singles wurden Anybody Goin’ to San Antone  mit der B-Seite Highway 59 und Uh, Gee (B-Seite: You’ll Find the Way) ausgekoppelt.
Das Album verkaufte sich so schlecht, dass die Band in eine echte Krise geriet. Eckart Hofmann verließ in der Konsequenz die Band und auch Michael Reinecke beendete sein Gastspiel, blieb der Band jedoch als Toningenieur erhalten. Erst durch den finanziellen Misserfolg entstand die Idee, deutschsprachige Countrystücke aufzunehmen.

## Titelliste
| #  | Titel                              | Songwriter (Vorlage)      | Länge |
| -- | ---------------------------------- | ------------------------- | ----- |
| 1  | Is Anybody Goin’ to San Antone     | Kirby/Martin (Dave Kirby) | 2:32  |
| 2  | It’s So Hard for a Man             | Parker/Reineke            | 3:24  |
| 3  | You’ll Find the Way                | Bach                      | 2:57  |
| 4  | Alabama Princess                   | Parker/Reineke            | 3:05  |
| 5  | Prison Bound                       | Reichling                 | 2:38  |
| 6  | Roll in My Sweet Baby’s Arm        | Tradit./Berndt            | 2:52  |
| 7  | Highway 59                         | Reichling                 | 3:10  |
| 8  | Goin’ Up to Washington             | Doll                      | 3:24  |
| 9  | I Take a Lot of Pride in What I Am | Haggard (Merle Haggard)   | 3:02  |
| 10 | Lover, Please Come Back            | Reinecke                  | 2:50  |
| 11 | Please Gimme Peace                 | Berndt                    | 3:12  |
| 12 | Uh, Gee                            | Berndt                    | 2:41  |